# Bor-et-Bar
Bor-et-Bar är en kommun i departementet Aveyron i regionen Occitanien i södra Frankrike. Kommunen ligger  i kantonen Najac som ligger i arrondissementet Villefranche-de-Rouergue. År 2022 hade Bor-et-Bar 198 invånare.

## Befolkningsutveckling
Antalet invånare i kommunen Bor-et-Bar
Referens: INSEE